# Riin Tamm

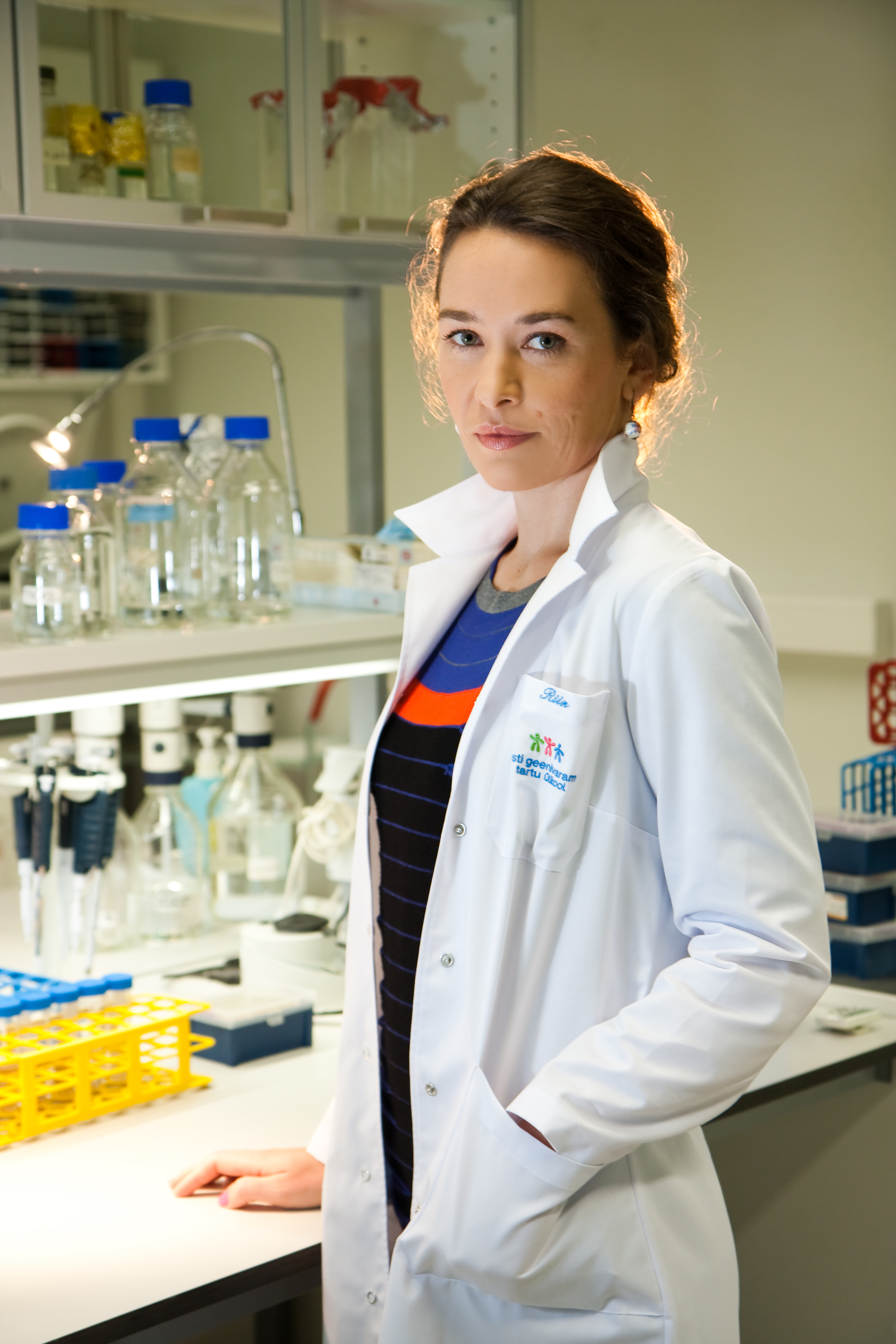
Riin Tamm (2012)

Riin Tamm (* 12. August 1981 in Tartu) ist eine estnische Genetikerin und eine Populärwissenschaftlerin. Sie ist die Direktorin der Jugendakademie der Universität Tartu. Als Studentin arbeitete sie an der Thiopurin-Methyltransferase.

## Leben
Tamm wurde in Tartu geboren und wuchs im Dorf Peri in der Nähe von Põlva auf. Sie ist die Tochter von zwei Ärzten. Zwischen 1997 und 2000 besuchte sie das Gymnasium Miina Harma in Tartu. Von 2001 bis 2005 studierte sie an der Universität Tartu Molekulardiagnostik und von 2005 bis 2007 ein Masterstudium, das sie 2007 absolvierte. Die Estin begann ihr Doktoratsstudium unter der Aufsicht von Andres Metspalu und Kersti Oselin. Ihre Dissertation trug den Titel Thiopurin-Methyltransferase-Pharmakogenetik: Genotyp-Phänotyp-Korrelation und Haplotyp-Analyse in der estnischen Bevölkerung. Im Jahr 2011 wurde sie als eine von 26 Wissenschaftlerinnen ausgewählt, um in Estland an Veranstaltungen in Schulen und akademischen Einrichtungen teilzunehmen. Tamm arbeitet an der Universität Tartu.
Tamm veröffentlichte in wissenschaftlichen Zeitschriften und präsentierte ihre Forschung einer breiteren Öffentlichkeit an breitenwirksamen Orten, einschließlich der Zeitung Postimees, im Radio Kukus Falling Apple (Kukkuv õun – 28. August 2010) und im Eesti Televisioons-Programm Good Vision. Sie war eine der Juroren im estnischen Wissenschaftswettbewerb Rakett69.
Tamm ist Vorstandsmitglied der Estnischen Gesellschaft für Humangenetik (Eesti Inimesegenetika Ühing) und der Estnischen Vereinigung für Gerontologie und Geriatrie (Eesti Gerontoloogia ja Geriaatria Assotsiatsioon) sowie Vorsitzende des Ausschusses für das wissenschaftliche Programm der jährlichen International Gene Forum-Konferenz, die von der Estonian Genome Foundation organisiert wird.
Im Jahr 2012 erhielt sie den zweiten Preis für die Estonian National Science Communication in der Kategorie „Beste popularisierende Wissenschaftler, Journalisten, Lehrer usw. auf dem Gebiet der Wissenschaft und Technologie“.